# Leyland Eight
Der Leyland Eight war ein luxuriöser Pkw, den Leyland Motors von 1920 bis 1923 herstellte.

## Geschichte
Der Wagen wurde von Leylands Chefingenieur J. G. Parry-Thomas (1884–1927) und seinem Assistenten Reid Railton entworfen und sollte das schönste Auto der Welt werden. Der Eight wurde 1920 auf der British International Motor Show in Olympia, London, der Öffentlichkeit vorgestellt, wo er als „Lion of Olympia“ („Löwe von Olympia“) betitelt wurde.

## Modelle
Es gab zwei Achtzylinder-Motoren zur Auswahl: Der eine hatte einen Hubraum von 6920 cm³ und leistete 115 bhp (85 kW) bei 2500/min., der andere hatte 7266 cm³ Hubraum (Bohrung 89 mm, Hub 146 mm), Doppelvergaser und eine Leistung von 145 bhp (107 kW) bei 3000/min. Beide Motoren waren mit je einer obenliegenden Nockenwelle (SOHC) und halbkugelförmigen Brennräumen ausgestattet. Eine Besonderheit des Motors (zumindest des größeren) liegt in den Ventilfedern; beide Ventile eines Zylinders nutzen eine mittig eingespannte Blattfeder als
gemeinsame Ventilfeder.
Das Fahrwerk hatte elliptische Blattfedern vorn und hinten. Die Bremsen (mit Vakuum-Bremskraftverstärker) wirkten nur auf die Hinterräder.
Werksgefertigte Karosserien gab es als offene Tourenwagen mit zwei oder fünf Sitzplätzen. Außerdem wurden Fahrgestelle mit Antrieb an Stellmacher ausgeliefert. Die Wagen waren sehr teuer; die Fahrgestelle mit Antrieb kosteten 1920 £ 2500, ein Preis, der für 1922 auf £ 1875 sank. Von diesem teuersten Automobil im Vereinigten Königreich wurden nur 18 Stück gefertigt.

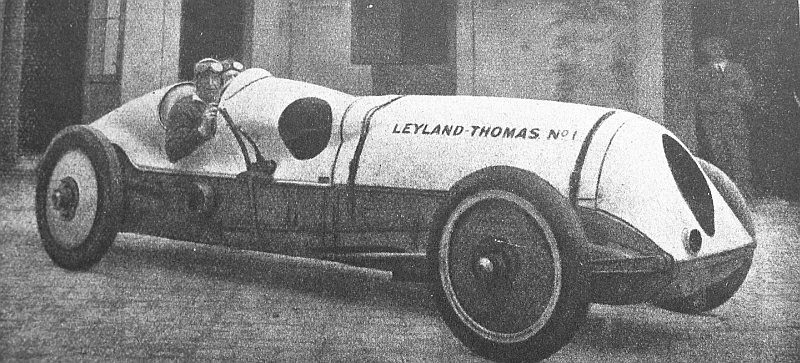
Der Leyland-Thomas No. 1 (1924)

Der Leyland-Chefingenieur J.G. Parry-Thomas baute den Leyland-Thomas, ein Rennfahrzeug, das auf dem Leyland Eight basierte.

## Sonstiges
Michael Collins, der irische Politiker und Revolutionsführer, fuhr in einem Leyland Eight, als er 1922 erschossen wurde.